# Kit Carson (Colorado)
Kit Carson es un pueblo ubicado en el condado de Cheyenne en el estado estadounidense de Colorado. En el año 2010 tenía una población de 233 habitantes y una densidad poblacional de 166,4 personas por km².

## Geografía
Kit Carson se encuentra ubicada en las coordenadas 38°45′50″N 102°47′38″O / 38.76389, -102.79389.

## Demografía
Según la Oficina del Censo en 2000 los ingresos medios por hogar en la localidad eran de $19,531, y los ingresos medios por familia eran $37,500. Los hombres tenían unos ingresos medios de $34,375 frente a los $16,818 para las mujeres. La renta per cápita para la localidad era de $13,832. Alrededor del 12,7% de la población estaba por debajo del umbral de pobreza.